# Next Generation ATP Finals 2024
Next Generation ATP Finals 2024  este un turneu de tenis masculin programat pentru cei mai buni jucători de simplu din Circuitul ATP 2024 cu vârsta de sub 20 de ani. Se desfășoară în perioada 18–22 decembrie 2024 la King Abdullah Sports City din Jeddah, Arabia Saudită.
Acesta va fi prima ediție care se va juca în conformitate cu noile reguli, care includ scăderea pragului de vârstă de la 21 la 30 de ani.
Hamad Medjedovic este campionul în exercițiu, dar nu poate să își apere titlul din cauza vârstei sale.

## Calificare
Primii opt jucători din ATP Race to Jeddah din 2024 se vor califica. Jucătorii eligibili trebuie să aibă 20 de ani sau mai puțin la începutul anului (născuți în 2004 sau mai târziu).
     Jucător calificat pentru Next Gen ATP Finals
     Jucătorul s-a retras
| Clasificare ATP Race to Jeddah (la data de 14 octombrie 2024 ) | Clasificare ATP Race to Jeddah (la data de 14 octombrie 2024 ) | Clasificare ATP Race to Jeddah (la data de 14 octombrie 2024 ) | Clasificare ATP Race to Jeddah (la data de 14 octombrie 2024 ) | Clasificare ATP Race to Jeddah (la data de 14 octombrie 2024 ) | Clasificare ATP Race to Jeddah (la data de 14 octombrie 2024 ) | Clasificare ATP Race to Jeddah (la data de 14 octombrie 2024 ) |
| #                                                              | Poz ATP                                                        | Jucător                                                        | Puncte                                                         | An naștere                                                     | Dată calificare                                                |                                                                |
| -------------------------------------------------------------- | -------------------------------------------------------------- | -------------------------------------------------------------- | -------------------------------------------------------------- | -------------------------------------------------------------- | -------------------------------------------------------------- | -------------------------------------------------------------- |
| 1                                                              | 20                                                             | Arthur Fils (FRA)                                              | 2.105                                                          | 2004                                                           |                                                                |                                                                |
| 2                                                              | 45                                                             | Alex Michelsen (USA)                                           | 1.145                                                          | 2004                                                           |                                                                |                                                                |
| 3                                                              | 49                                                             | Juncheng Shang (CHN)                                           | 1.075                                                          | 2004                                                           |                                                                |                                                                |
| 4                                                              | 51                                                             | Jakub Menšík (CZE)                                             | 995                                                            | 2005                                                           |                                                                |                                                                |
| 5                                                              | 119                                                            | Luca Van Assche (FRA)                                          | 464                                                            | 2004                                                           |                                                                |                                                                |
| 6                                                              | 124                                                            | Learner Tien (USA)                                             | 427                                                            | 2005                                                           |                                                                |                                                                |
| 7                                                              | 156                                                            | João Fonseca (BRA)                                             | 365                                                            | 2006                                                           |                                                                |                                                                |
| 8                                                              | 133                                                            | Coleman Wong (HKG)                                             | 305                                                            | 2004                                                           |                                                                |                                                                |
| 9                                                              | 189                                                            | Vilius Gaubas (LTU)                                            | 292                                                            | 2004                                                           |                                                                |                                                                |
| 10                                                             | 195                                                            | Nishesh Basavareddy (USA)                                      | 280                                                            | 2004                                                           |                                                                |                                                                |